# Cumbre del G-20 de Bali
La Cumbre del G-20 de Bali fue la decimoséptima reunión del G20. Se llevó a cabo los días 15 y 16 de noviembre del 2022 en Bali.
Fue la primera cumbre del G20 que se celebró en Indonesia.

Logo de la cumbre.

## Líderes participantes

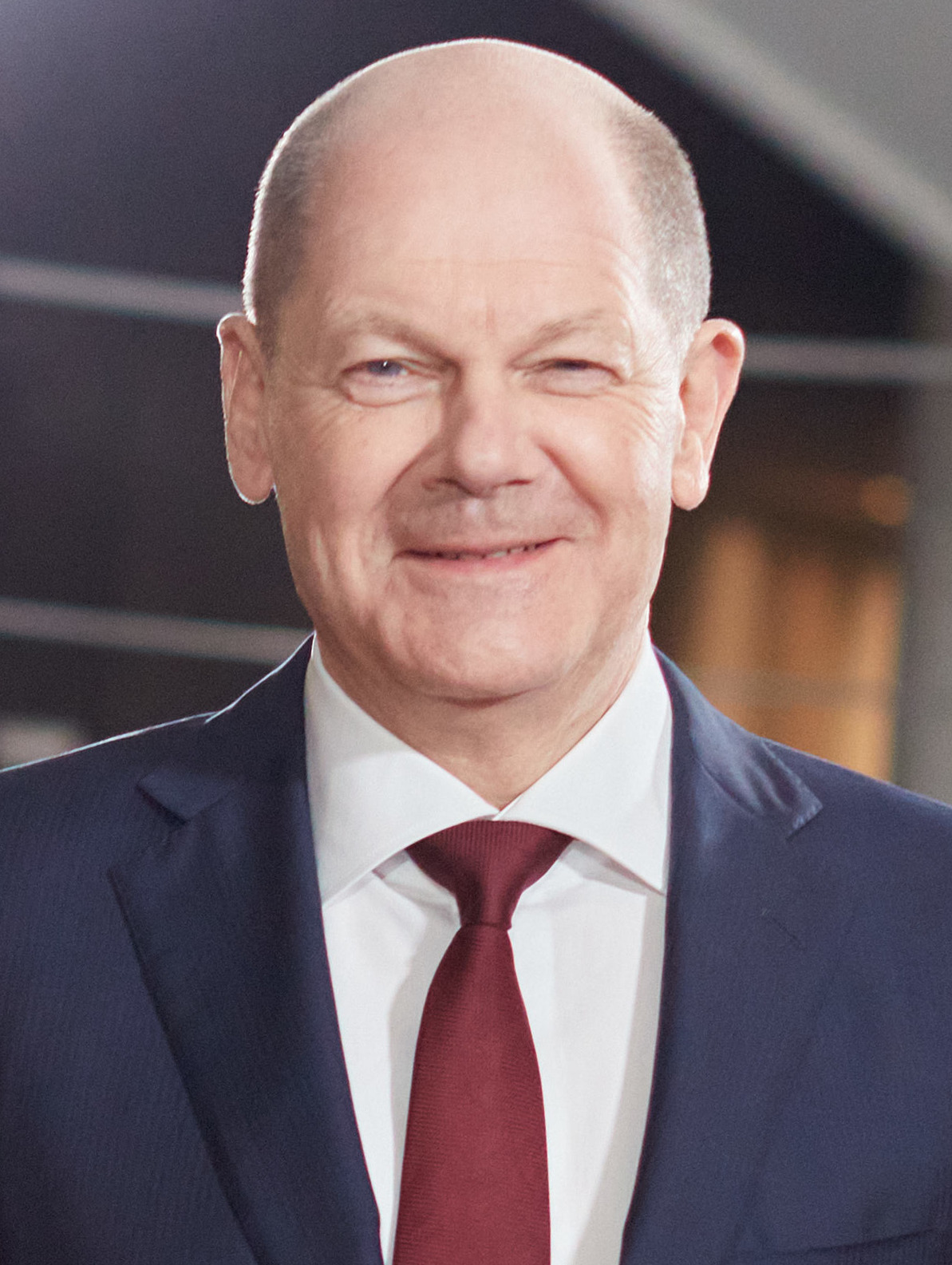
DEU Olaf Scholz, Canciller
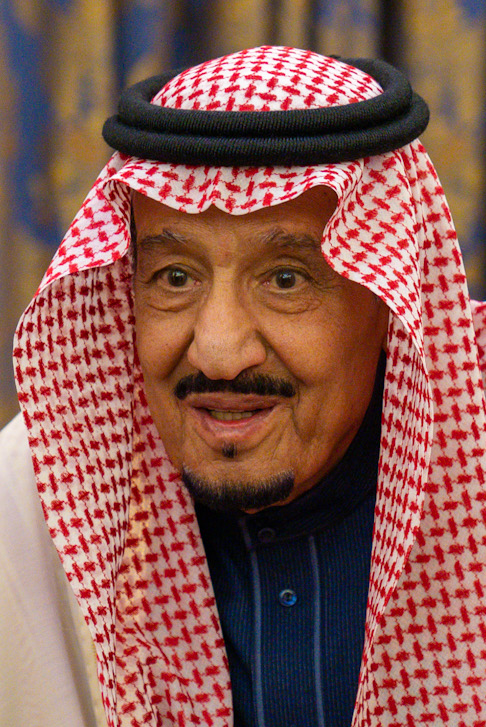
SAU Salmán bin Abdulaziz, Rey
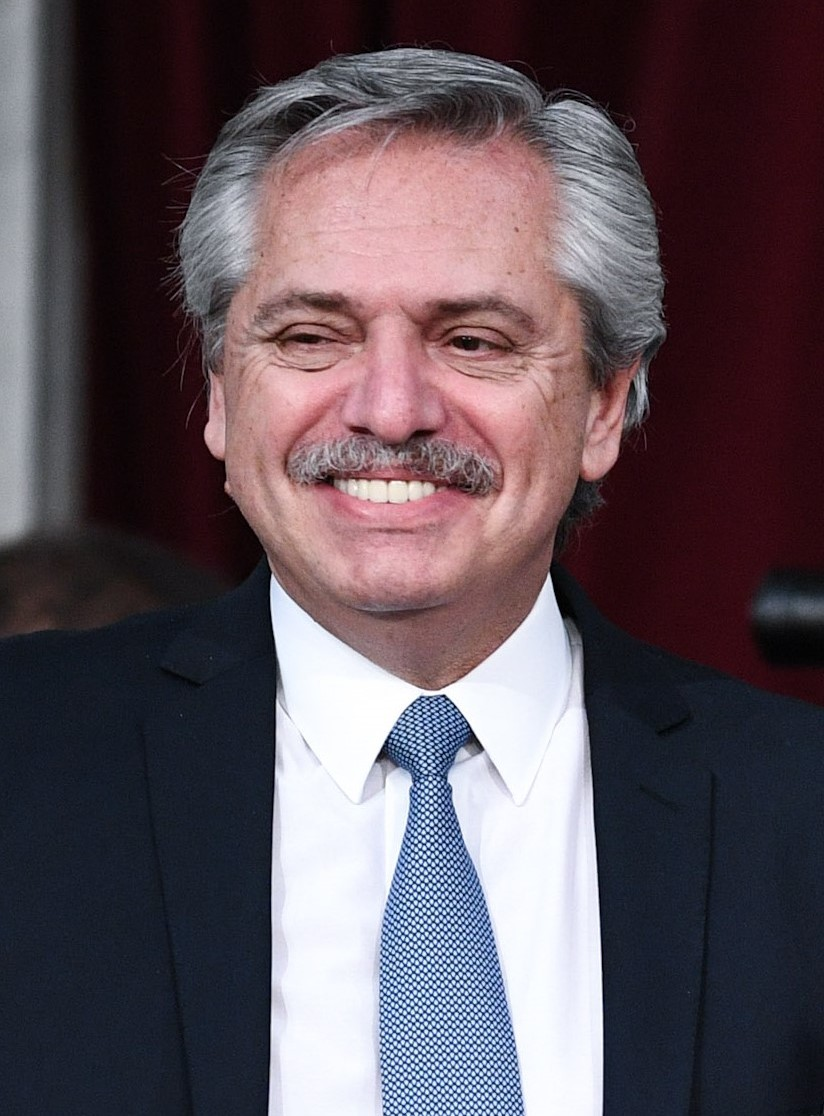
ARG Alberto Fernández, Presidente
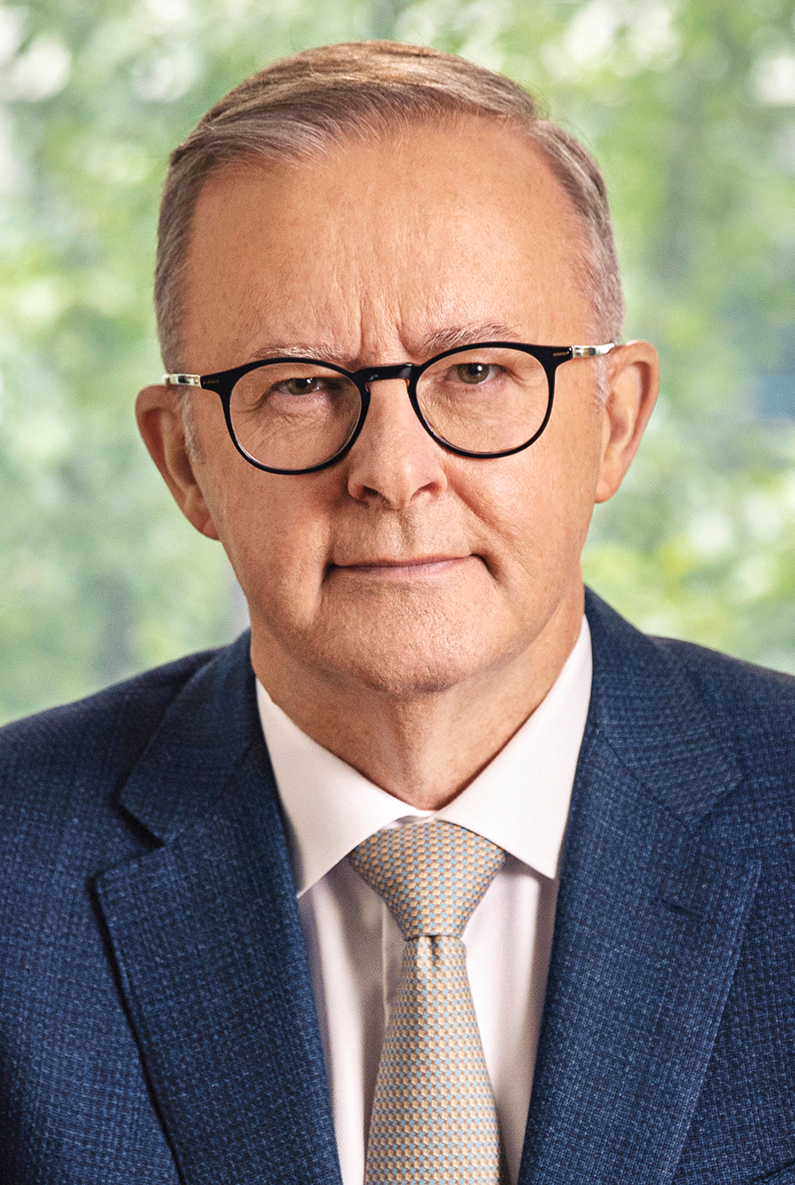
AUS Anthony Albanese, Primer Ministro
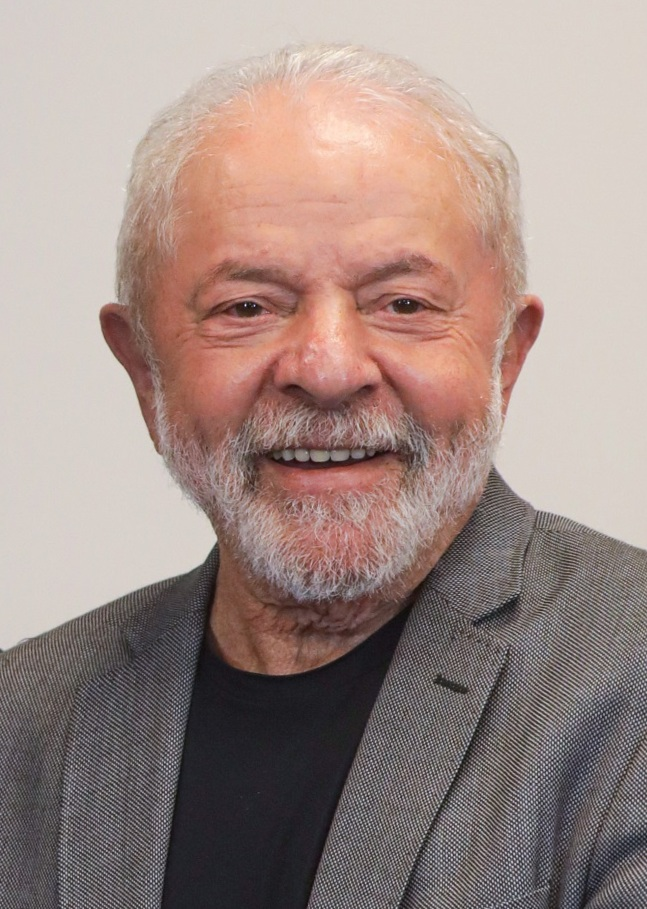
BRA Luiz Inácio Lula da Silva, Presidente
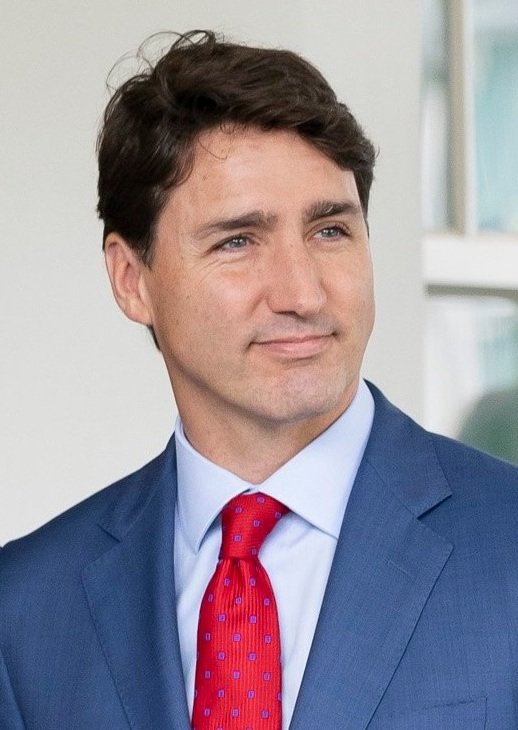
CAN Justin Trudeau, Primer ministro
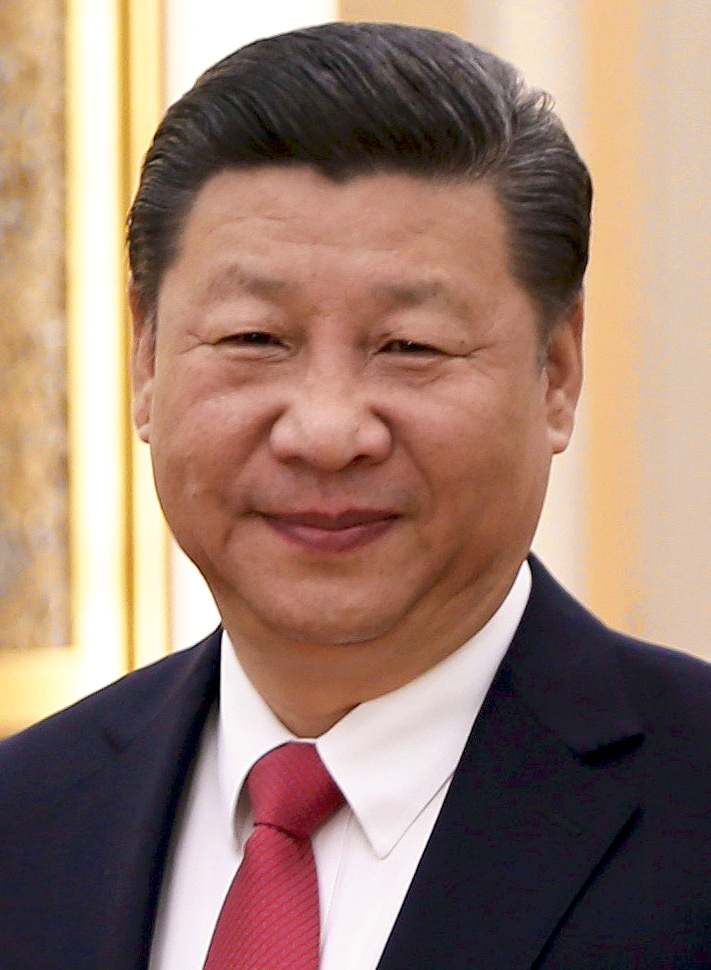
CHN Xi Jinping, Presidente
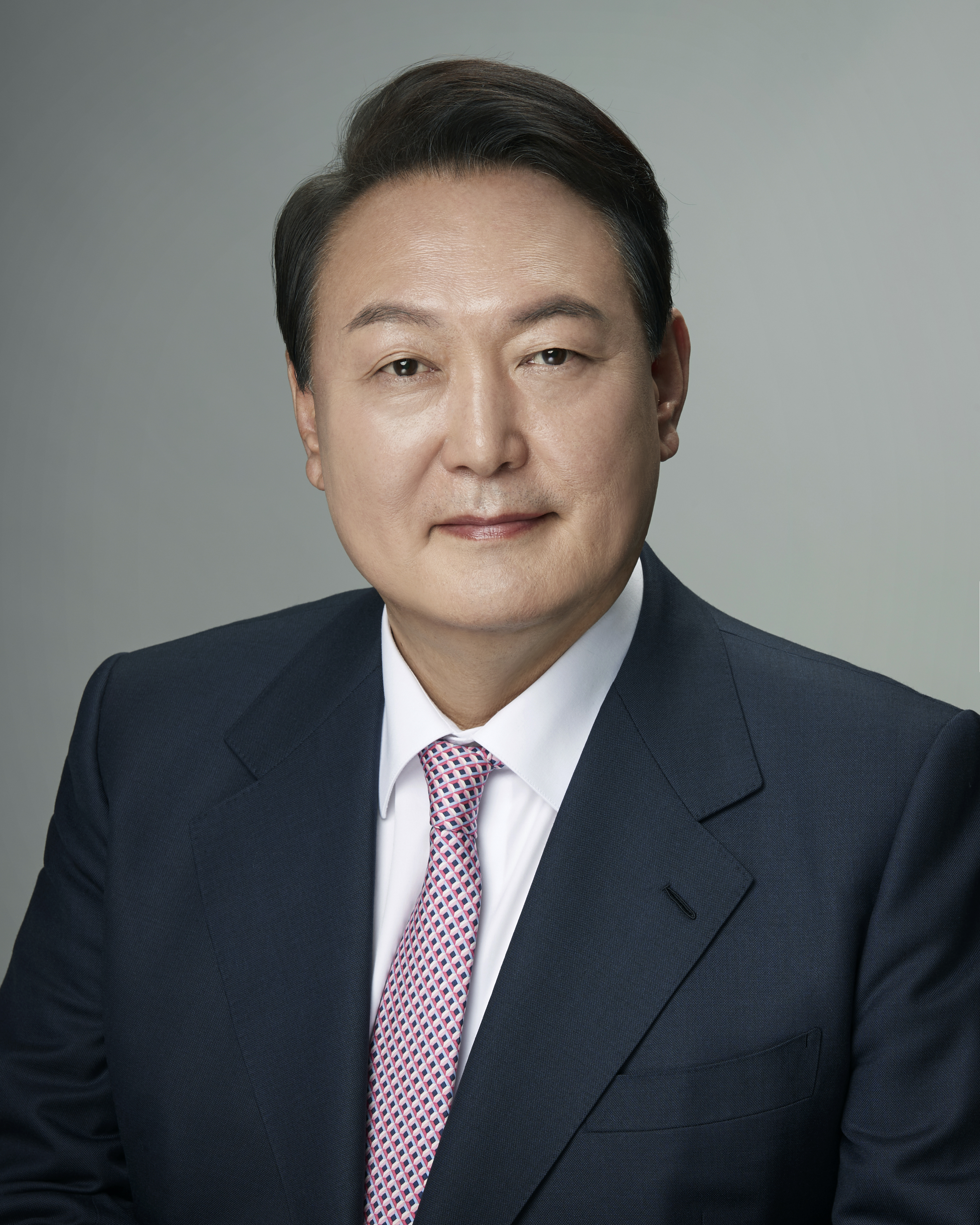
KOR Yoon Suk-yeol, Presidente
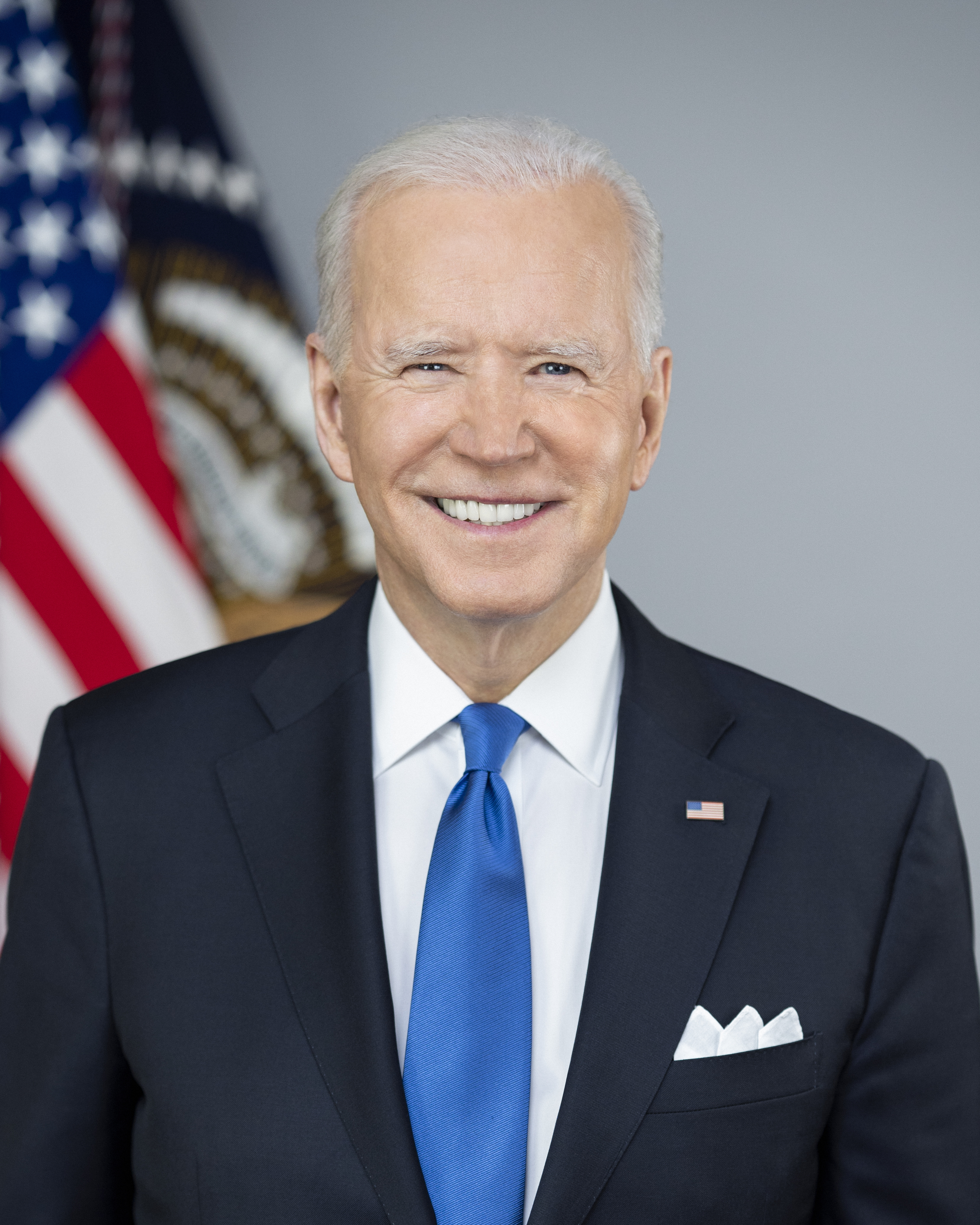
USA Joe Biden, Presidente
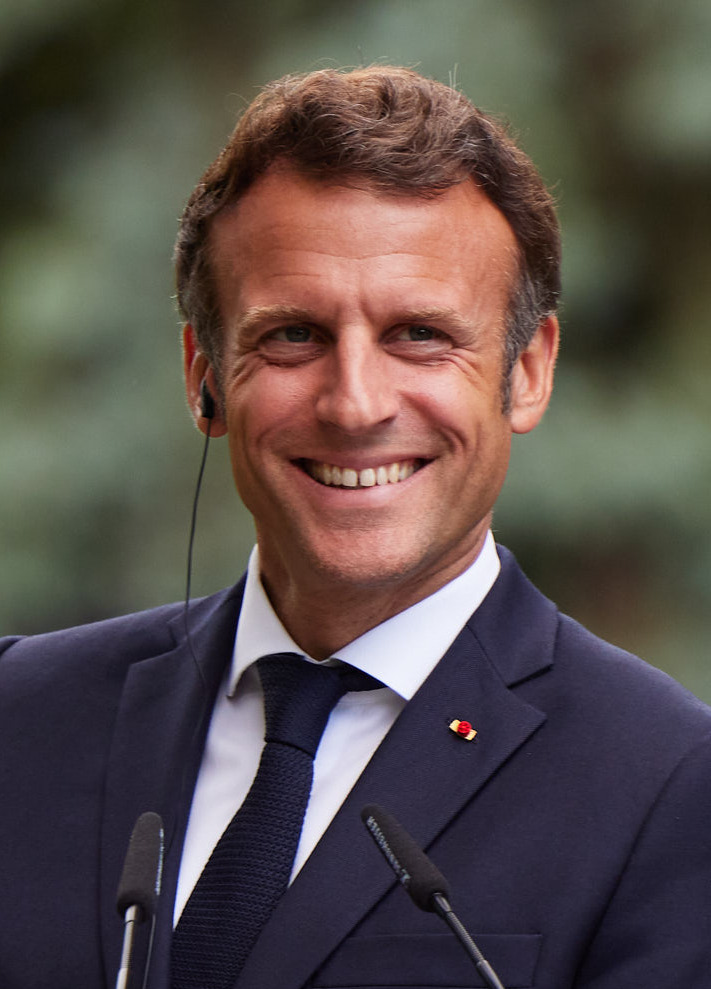
FRA Emmanuel Macron, Presidente
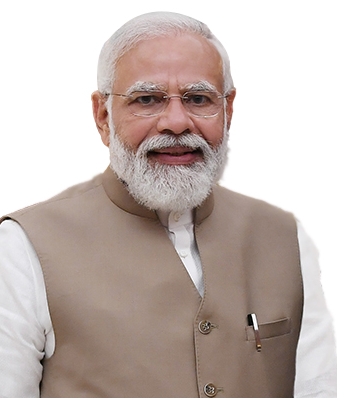
IND Narendra Modi, Primer Ministro
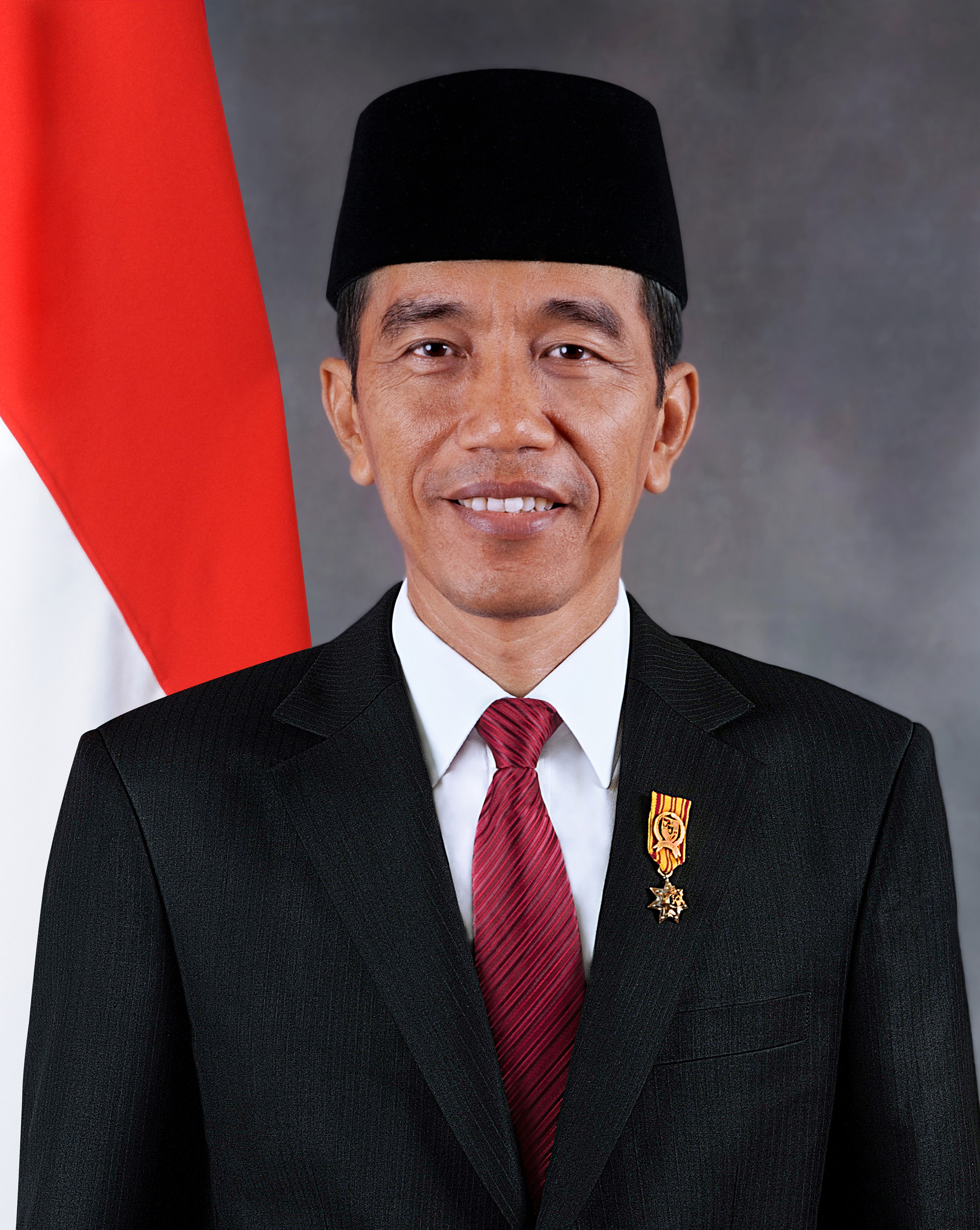
IDN Joko Widodo, Presidente (Anfitrión)
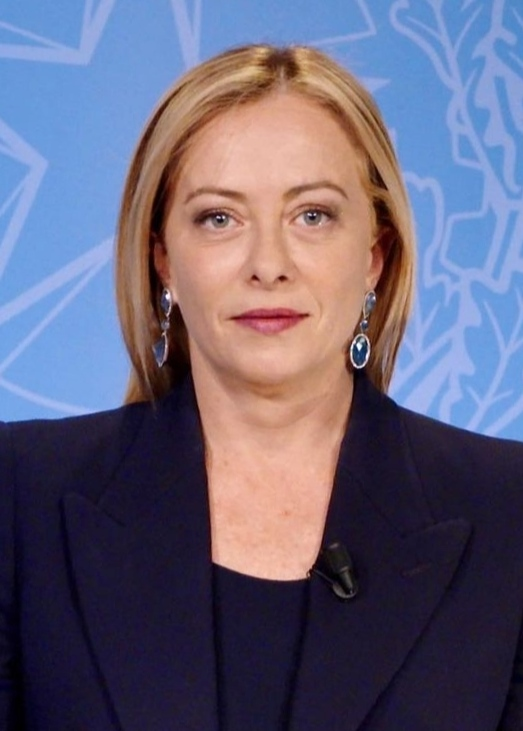
ITA Giorgia Meloni, Primera Ministra
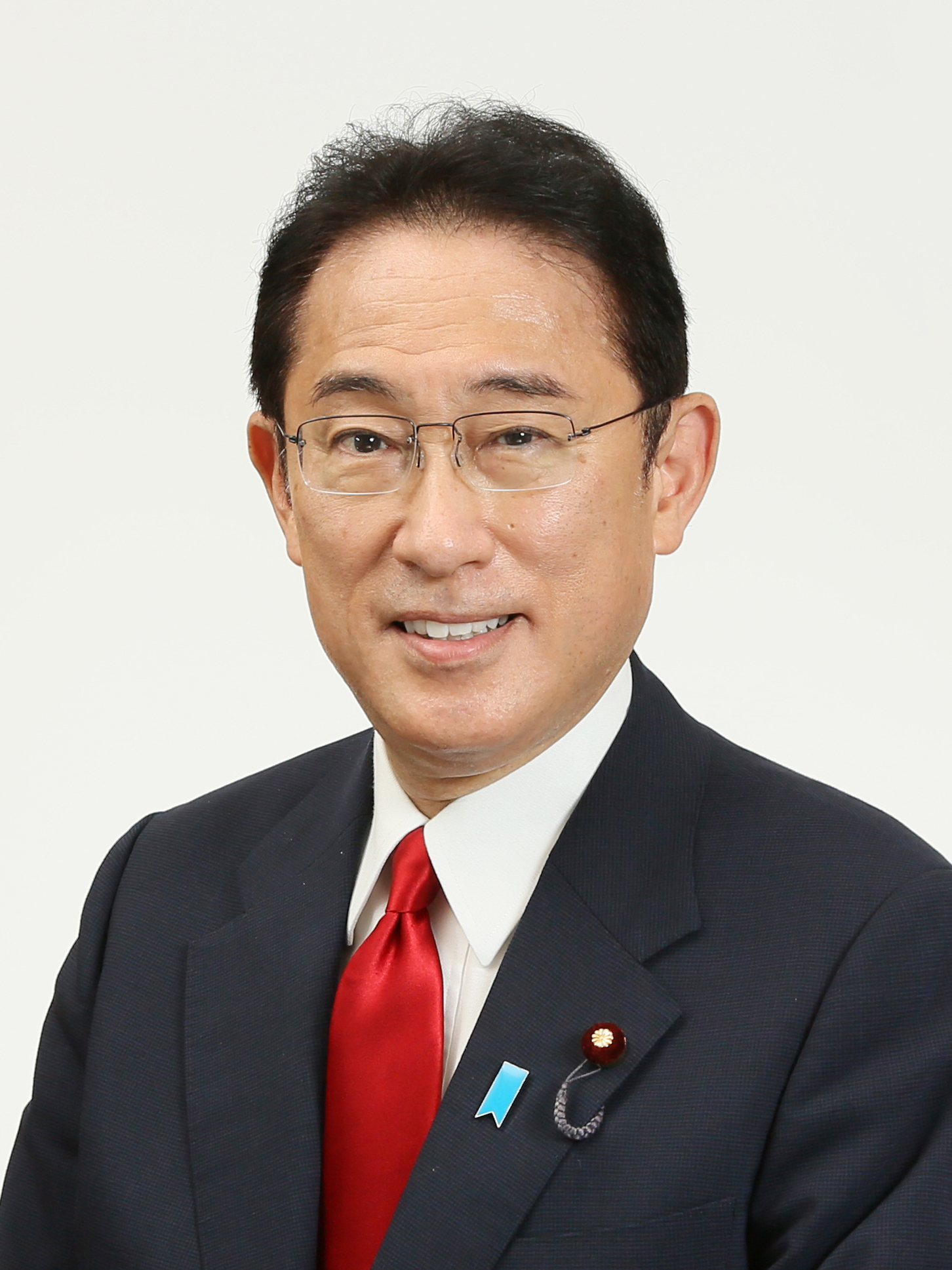
JPN Fumio Kishida, Primer Ministro
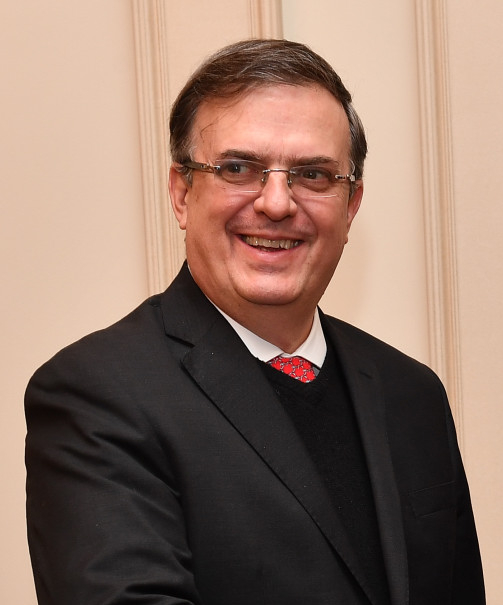
MEX Marcelo Ebrard Casaubón, Canciller
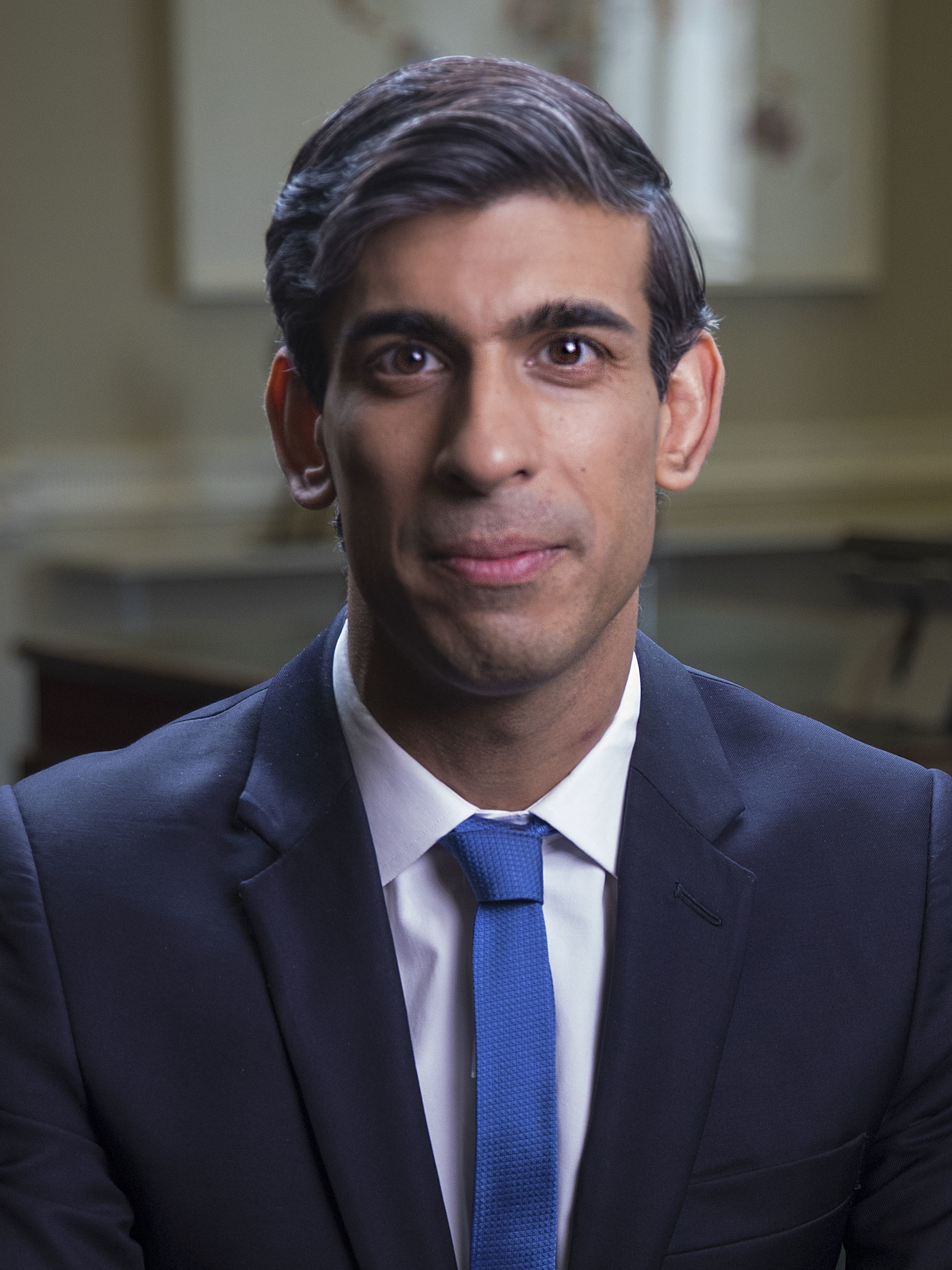
' Rishi Sunak, Primer Ministro
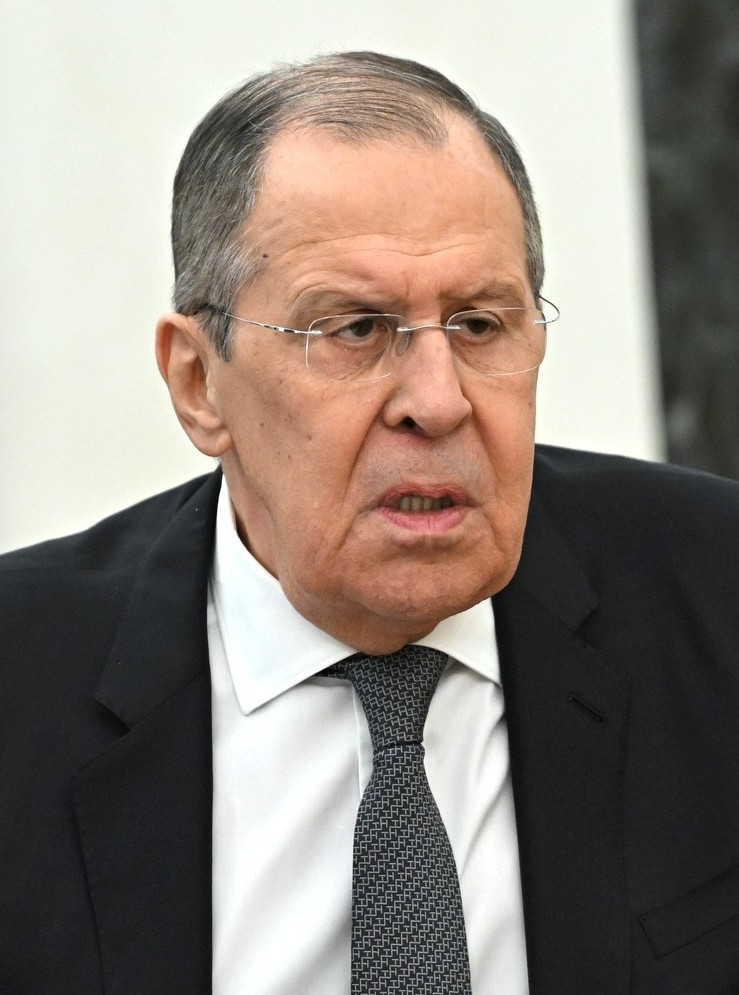
RUS Serguéi Lavrov, Ministro de Exteriores
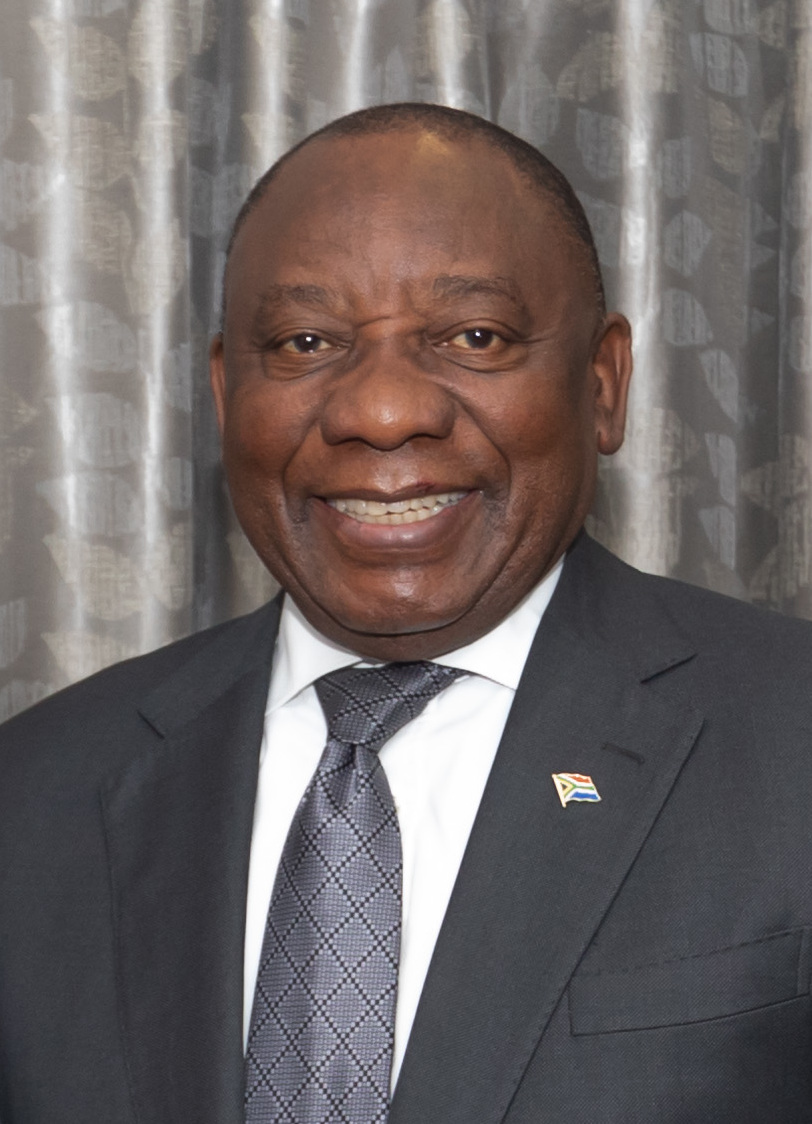
RSA Cyril Ramaphosa, Presidente
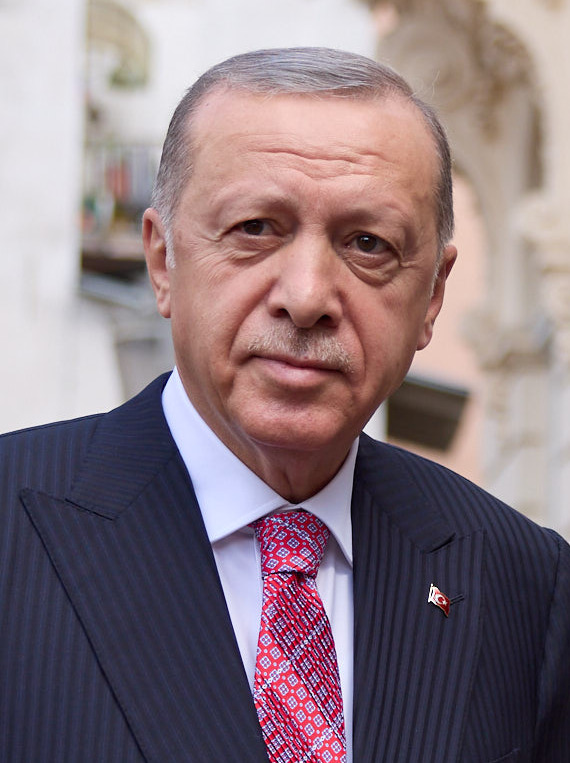
TUR Recep Tayyip Erdoğan, Presidente
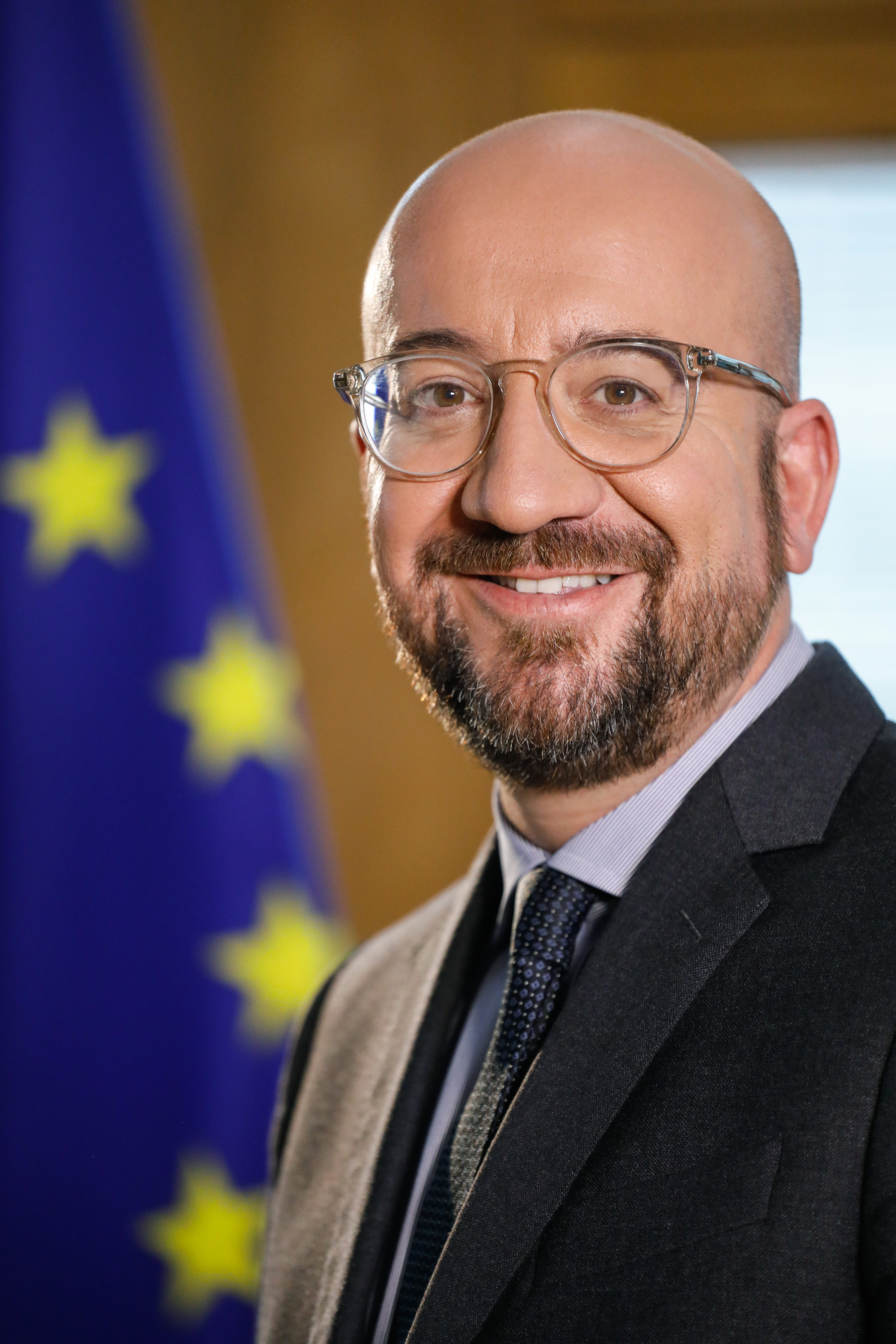
' Charles Michel, Presidente del Consejo Europeo
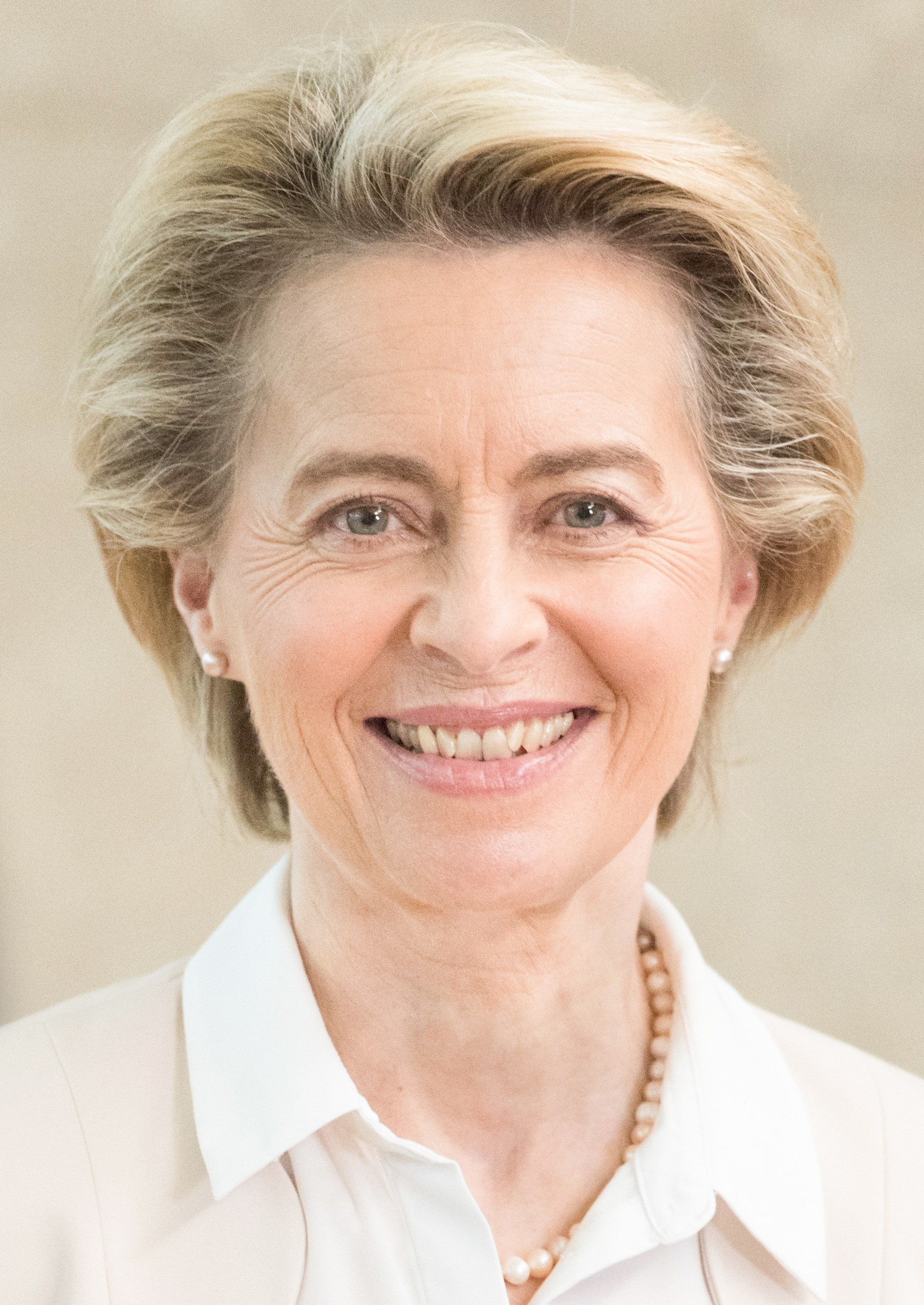
' Ursula von der Leyen, Presidente de la Comisión Europea

- Alemania
Olaf Scholz, Canciller
- Arabia Saudita
Salmán bin Abdulaziz, Rey
- Argentina
Alberto Fernández, Presidente
- Australia
Anthony Albanese, Primer Ministro
- Brasil
Luiz Inácio Lula da Silva, Presidente
- Canadá
Justin Trudeau, Primer ministro
- China
Xi Jinping, Presidente
- Corea del Sur
Yoon Suk-yeol, Presidente
- Estados Unidos
Joe Biden, Presidente
- Francia
Emmanuel Macron, Presidente
- India
Narendra Modi, Primer Ministro
- Indonesia
Joko Widodo, Presidente
(Anfitrión)
- Italia
Giorgia Meloni, Primera Ministra
- Japón
Fumio Kishida, Primer Ministro
- México
Marcelo Ebrard Casaubón, Canciller
- Reino Unido
Rishi Sunak, Primer Ministro
- Rusia
Serguéi Lavrov, Ministro de Exteriores
- Sudáfrica
Cyril Ramaphosa, Presidente
- Turquía
Recep Tayyip Erdoğan, Presidente
- Unión Europea
Charles Michel, Presidente del Consejo Europeo
- Unión Europea
Ursula von der Leyen, Presidente de la Comisión Europea

## Invitados

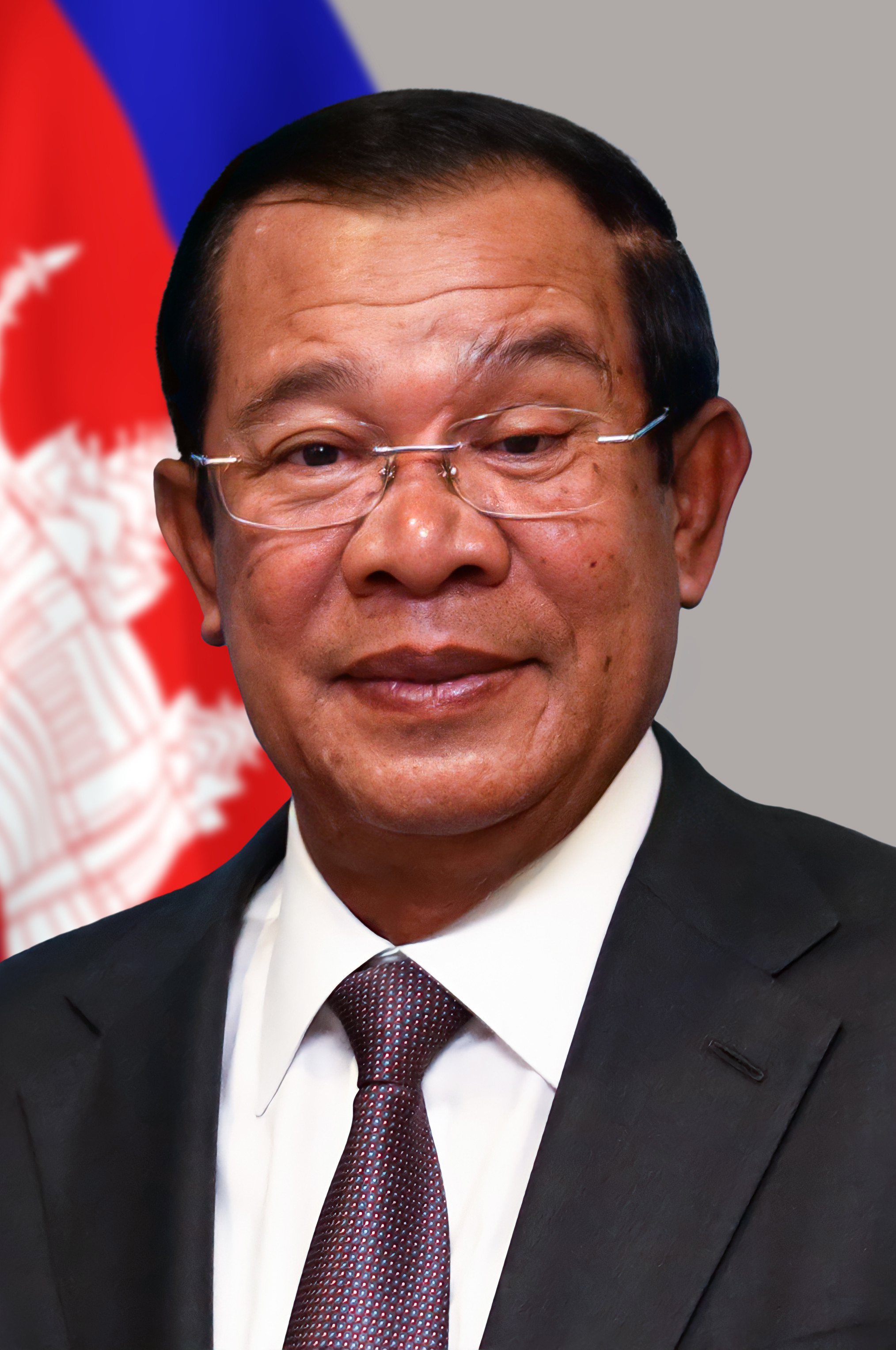
CAM Hun Sen, Primer Ministro, Presidente del ASEAN
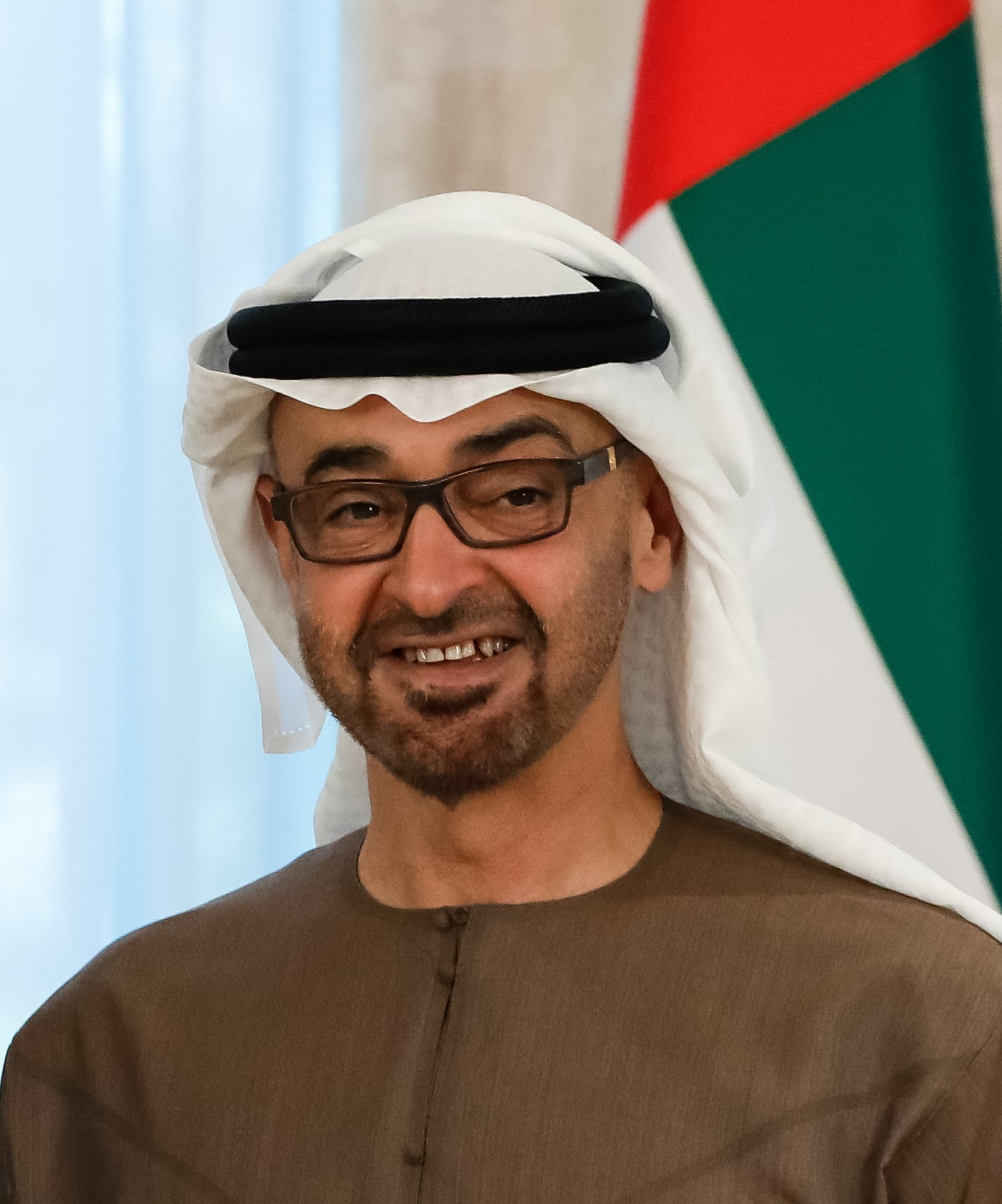
UAE Mohamed bin Zayed Al Nahayan, Presidente, Invitado
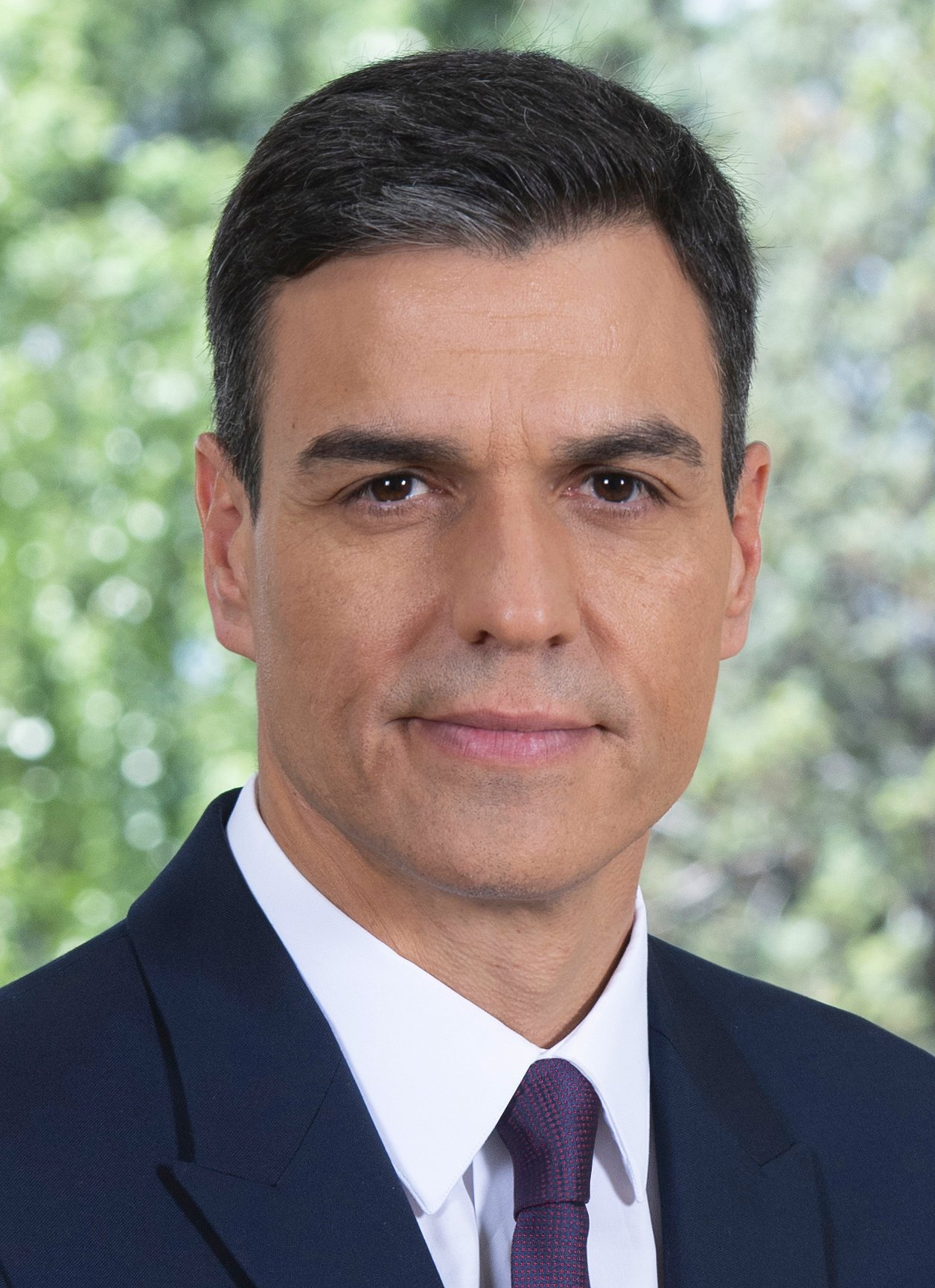
ESP Pedro Sánchez, Presidente, Invitado Permanente
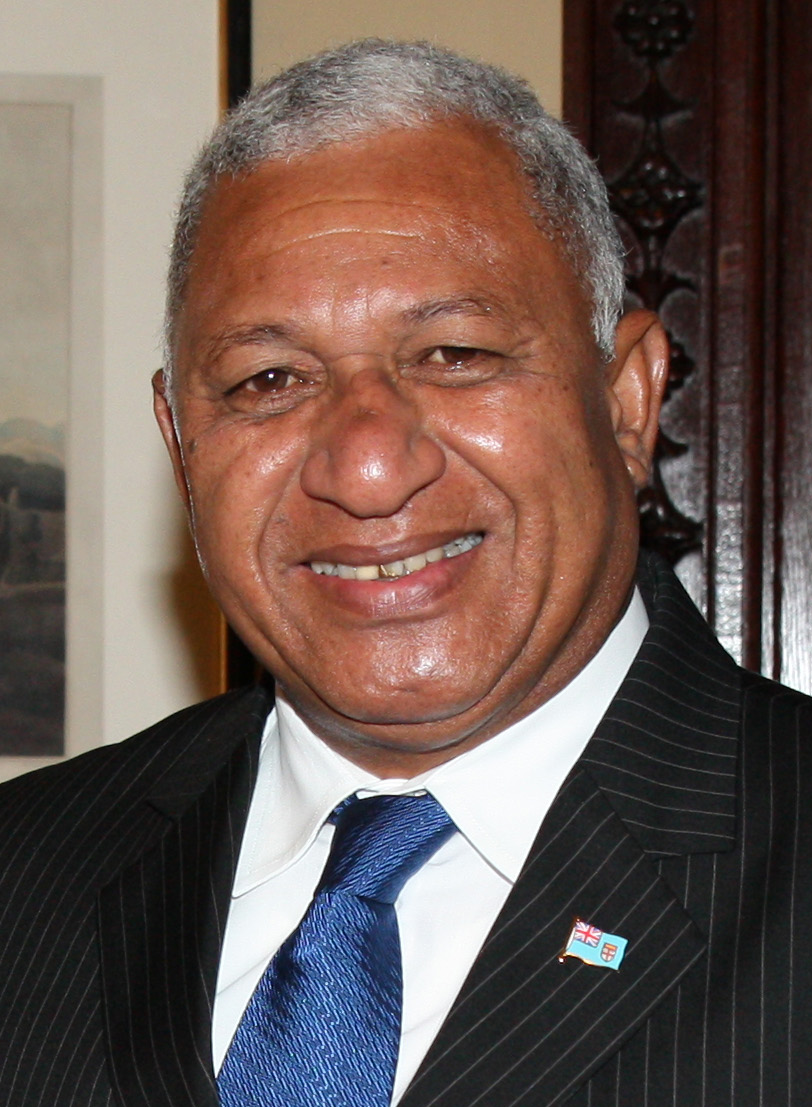
FIJ Frank Bainimarama, Primer Ministro, Presidente del Foro de las Islas del Pacífico
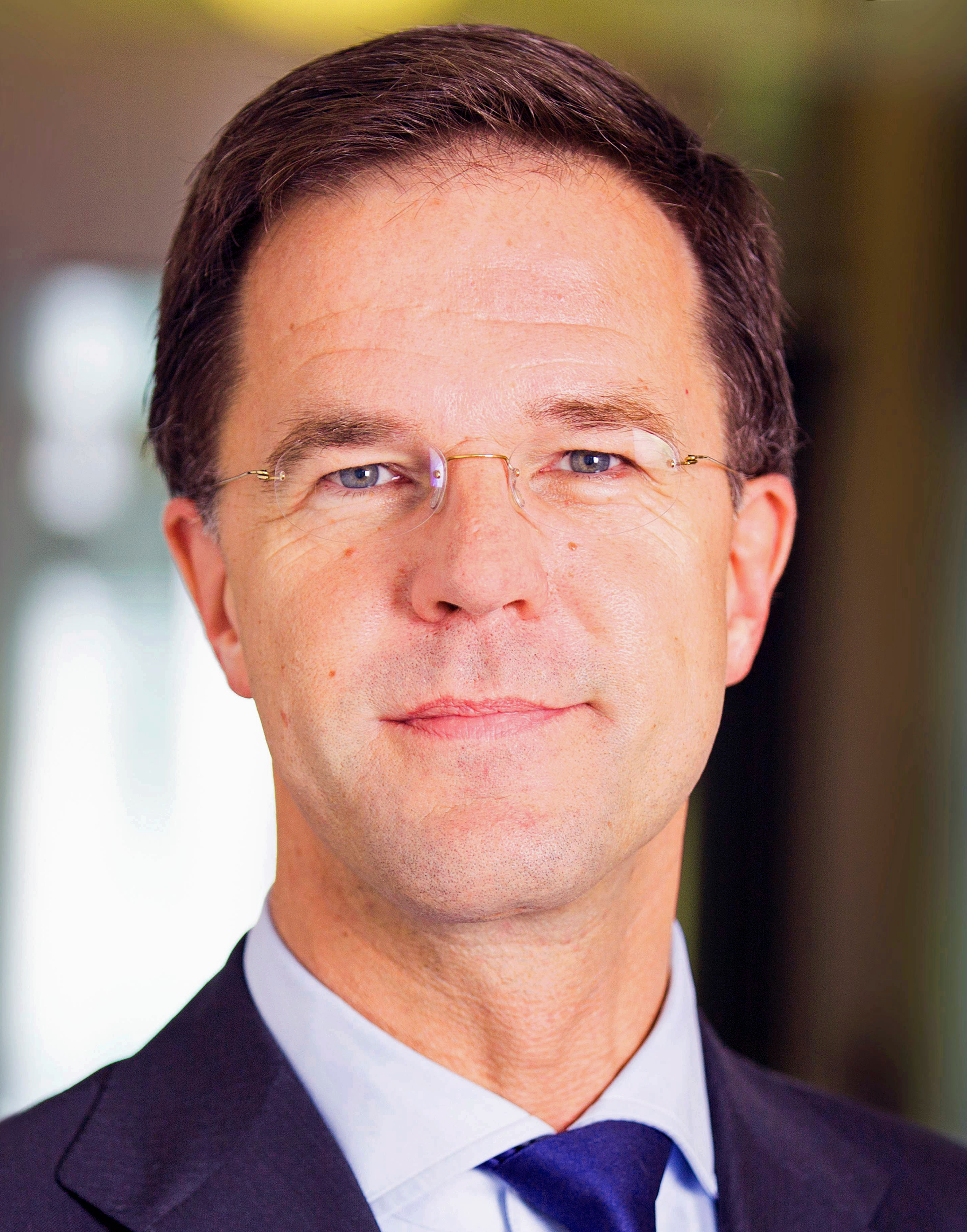
NLD Mark Rutte, Primer Ministro, Invitado
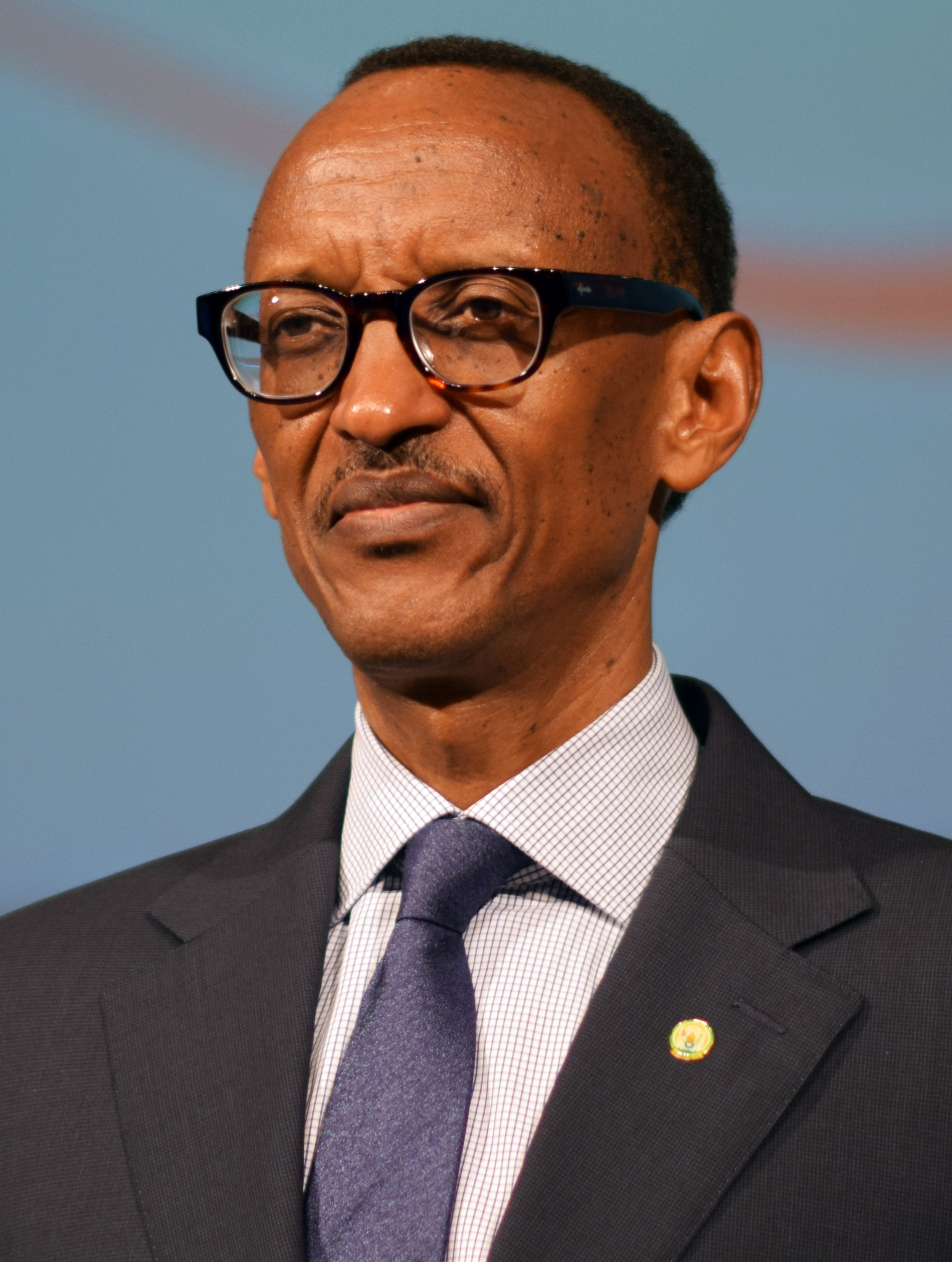
RWA Paul Kagame, Presidente, Presidente de NEPAD
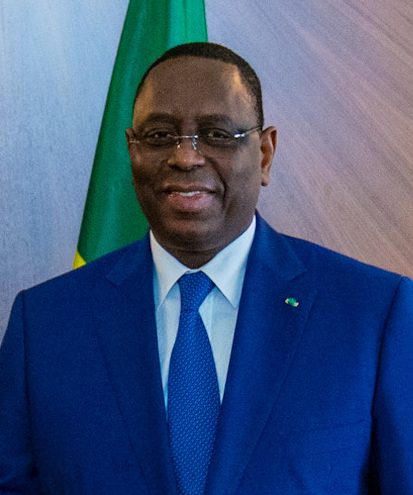
SEN Macky Sall, Presidente, Presidente de la Unión Africana
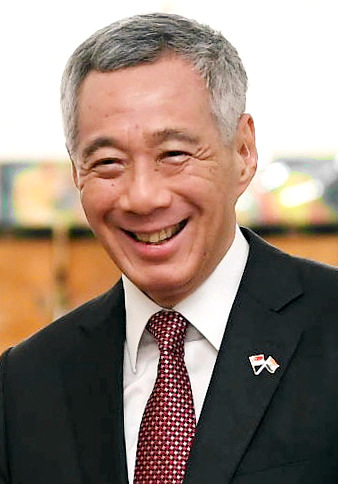
SGP Lee Hsien Loong, Primer Ministro, Invitado
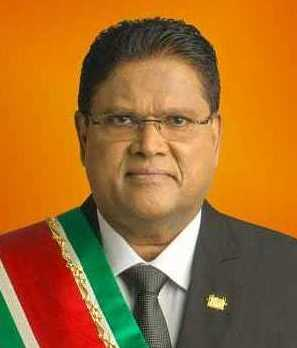
SUR Chan Santokhi, Presidente, Presidente de la Comunidad del Caribe
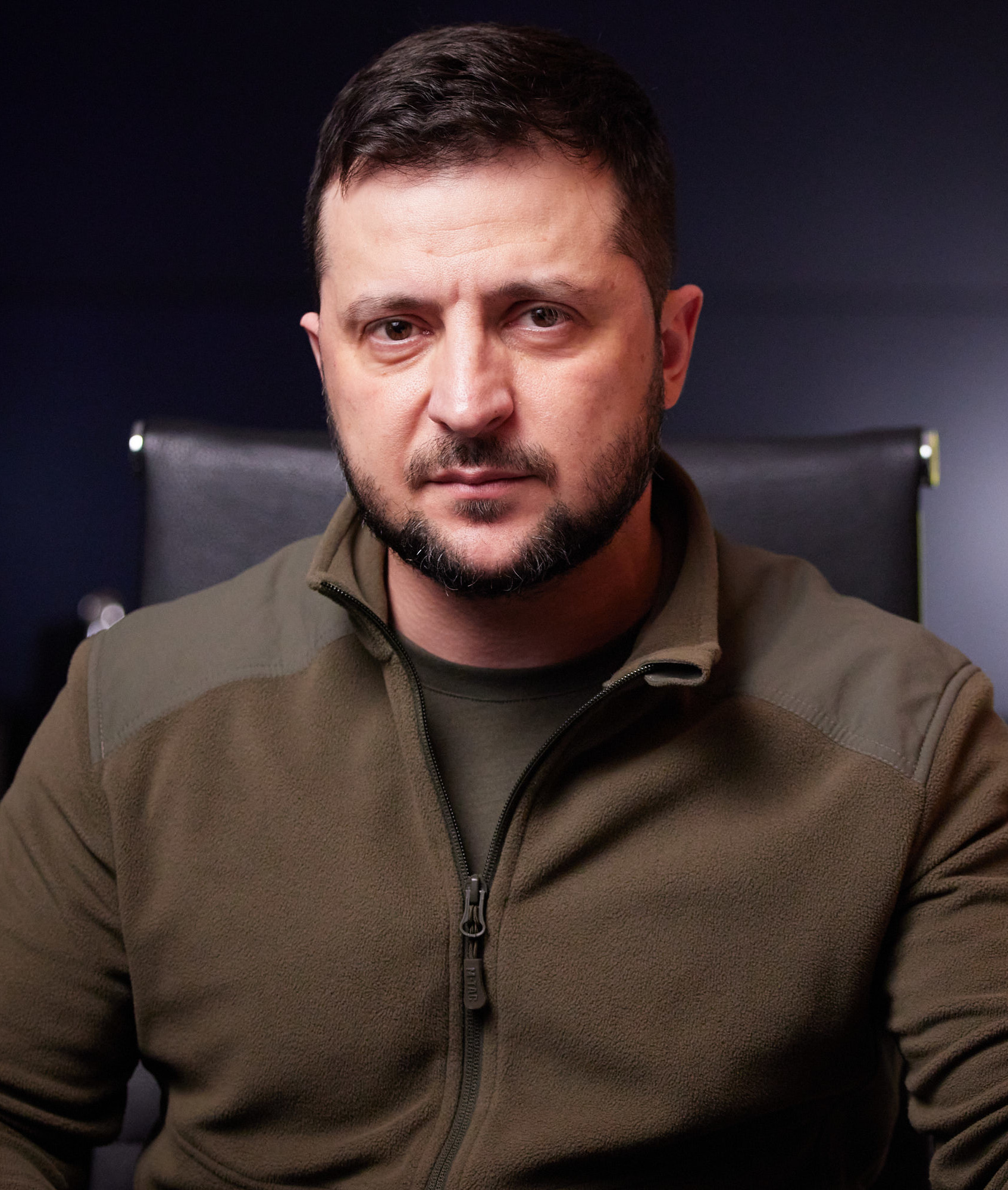
UKR Volodymyr Zelensky, Presidente, Invitado

- Camboya
Hun Sen, Primer Ministro, Presidente del ASEAN
- Emiratos Árabes Unidos
Mohamed bin Zayed Al Nahayan, Presidente, Invitado
- España
Pedro Sánchez, Presidente, Invitado Permanente
- Fiyi
Frank Bainimarama, Primer Ministro, Presidente del Foro de las Islas del Pacífico
- Países Bajos
Mark Rutte, Primer Ministro, Invitado
- Ruanda
Paul Kagame, Presidente, Presidente de NEPAD
- Senegal
Macky Sall, Presidente, Presidente de la Unión Africana
- Singapur
Lee Hsien Loong, Primer Ministro, Invitado
- Surinam
Chan Santokhi, Presidente, Presidente de la Comunidad del Caribe
- Ucrania
Volodymyr Zelensky, Presidente, Invitado